# Elkhart County
Elkhart County ist ein County im Bundesstaat Indiana der Vereinigten Staaten. Der Verwaltungssitz (County Seat) ist Goshen.

## Geographie
Das County liegt im äußersten Norden von Indiana, grenzt an Michigan und hat eine Fläche von 1212 Quadratkilometern, wovon zehn Quadratkilometer Wasserfläche sind. Es grenzt im Uhrzeigersinn an folgende Countys: St. Joseph County (Michigan), LaGrange County, Noble County, Kosciusko County, Marshall County, St. Joseph County und Cass County (Michigan).
Das County wird vom Office of Management and Budget zu statistischen Zwecken als Elkhart–Goshen, IN Metropolitan Statistical Area geführt.

## Geschichte
Elkhart County wurde am 29. Januar 1830 aus Teilen des Allen County und des Cass County gebildet. Benannt wurde es nach dem in der Nähe fließenden Elkhart River.
34 Bauwerke und Stätten des Countys sind im National Register of Historic Places eingetragen (Stand 1. September 2017).

## Demografische Daten
Nach der Volkszählung im Jahr 2000 lebten im Elkhart County 182.791 Menschen in 66.154 Haushalten und 47.630 Familien. Die Bevölkerungsdichte betrug 152 Einwohner pro Quadratkilometer. Ethnisch betrachtet setzte sich die Bevölkerung zusammen aus 86,40 Prozent Weißen, 5,23 Prozent Afroamerikanern, 0,27 Prozent amerikanischen Ureinwohnern, 0,92 Prozent Asiaten, 0,04 Prozent Bewohnern aus dem pazifischen Inselraum und 5,36 Prozent aus anderen ethnischen Gruppen; 1,78 Prozent stammten von zwei oder mehr Ethnien ab. 8,92 Prozent der Bevölkerung waren spanischer oder lateinamerikanischer Abstammung.
Von den 66.154 Haushalten hatten 36,4 Prozent Kinder unter 18 Jahre, die mit ihnen im Haushalt lebten. 56,8 Prozent waren verheiratete, zusammenlebende Paare, 10,5 Prozent waren allein erziehende Mütter und 28,0 Prozent waren keine Familien. 22,6 Prozent waren Singlehaushalte und in 8,4 Prozent lebten Menschen mit 65 Jahren oder darüber. Die Durchschnittshaushaltsgröße betrug 2,72 und die durchschnittliche Familiengröße lag bei 3,18 Personen.
28,9 Prozent der Bevölkerung waren unter 18 Jahre alt, 9,5 Prozent zwischen 18 und 24, 29,8 Prozent zwischen 25 und 44 Jahre. 20,9 Prozent zwischen 45 und 64 und 10,9 Prozent waren 65 Jahre alt oder älter. Das Durchschnittsalter betrug 33 Jahre. Auf 100 weibliche Personen kamen 98,8 männliche Personen. Auf 100 Frauen im Alter von 18 Jahren und darüber kamen 96,1 Männer.
Das jährliche Durchschnittseinkommen eines Haushalts betrug 44.478 USD, das Durchschnittseinkommen der Familien 50.438 USD. Männer hatten ein Durchschnittseinkommen von 35.907 USD, Frauen 24.051 USD. Das Prokopfeinkommen betrug 20.250 USD. 5,8 Prozent der Familien und 7,8 Prozent der Bevölkerung lebten unterhalb der Armutsgrenze.

## Orte im County
- Bainter Town
- Benton
- Bonneyville Mills
- Bristol
- Dunlap
- East Lake Estates
- Elkhart
- Foraker
- Garden Village
- Goshen
- Gravelton
- Greenleaf Manor
- Jamestown
- Locke
- Middlebury
- Midway
- Millersburg
- Nappanee
- New Paris
- Nibbyville
- Simonton Lake
- Southwest
- Vistula
- Wakarusa
- Waterford Mills

Townships
- Baugo Township
- Benton Township
- Cleveland Township
- Clinton Township
- Concord Township
- Elkhart Township
- Harrison Township
- Jackson Township
- Jefferson Township
- Locke Township
- Middlebury Township
- Olive Township
- Osolo Township
- Union Township
- Washington Township
- York Township